# Gran Premio Costa degli Etruschi 2003
Il Gran Premio Costa degli Etruschi 2003, ottava edizione della corsa, si svolse il 2 febbraio su un percorso di 192 km. Fu vinto dall'estone Jaan Kirsipuu della Ag2r Prévoyance che prevalse in volata sullo statunitense Fred Rodriguez e sull'austriaco Werner Riebenbauer.

## Ordine d'arrivo (Top 10)
| Pos. | Corridore           | Squadra                 | Tempo    |
| ---- | ------------------- | ----------------------- | -------- |
| 1    | Jaan Kirsipuu       | Ag2r Prévoyance         | 4h50'00" |
| 2    | Fred Rodriguez      | Vini Caldirola-So.Di.   | s.t.     |
| 3    | Werner Riebenbauer  | Team Fakta              | s.t.     |
| 4    | Paolo Bettini       | Quick Step              | s.t.     |
| 5    | Uroš Murn           | Formaggi Pinzolo Fiavé  | s.t.     |
| 6    | Massimiliano Mori   | Formaggi Pinzolo Fiavé  | s.t.     |
| 7    | Saulius Ruškys      | Marlux-Wincor Nixdorf   | s.t.     |
| 8    | Thierry Masschelein | Flanders-IteamNova.com  | s.t.     |
| 9    | Giuseppe Palumbo    | De Nardi                | s.t.     |
| 10   | Yuriy Metlushenko   | Landbouwkrediet-Colnago | s.t.     |